# Duomo di Barga
La collegiata di San Cristoforo è il principale luogo di culto cattolico di Barga, in provincia di Lucca, sede dell'omonima parrocchia facente capo all'unità pastorale omonima dell'arcidiocesi di Pisa.
La chiesa è stata edificata in tempi diversi, con la primitiva costruzione risalente a prima dell'anno 1000. Negli ampliamenti successivi si evidenziano elementi architettonici e decorativi di suggestiva bellezza che vanno dal romanico al gotico. Con la realizzazione delle due cappelle laterali e del coro si completa la costruzione della chiesa.

## Descrizione

### Esterno
Il rivestimento esterno dell'attuale facciata è stato realizzato con bozze di pietra detta Alberese di Barga. La porta maggiore è sovrastata da un arco scolpito a foglie di acanto. con un architrave a bassorilievo, raffigurante una scena vendemmiale. La porta è fiancheggiata da due colonne, alla cui sommità sono posti due leoni, che simboleggiano la forza della fede. La porta laterale, quella che guarda verso la Loggetta del Podestà, è sovrastata da un bassorilievo attribuito allo scultore romanico Biduino (XII secolo), opera di grande interesse artistico che raffigura una scena conviviale, il Miracolo dello "Scifo d'Oro" di San Nicola.
Il Campanile ospita tre campane che vengono tuttora suonate manualmente a "doppio in terzo" e "doppio a quattro":
- Piccola: diametro 103 cm, peso 680 kg, nota Sol3, fonditore Natale da Metuno 1580

- Mezzana: diametro 112 cm, peso 850 kg, nota Fa#3, fonditore Bimbi di Fontanaluccia 1812

- Grossa: diametro 116 cm, peso 980 kg, nota Mi3, fonditore Moreni di Pescia 1737

### Interno

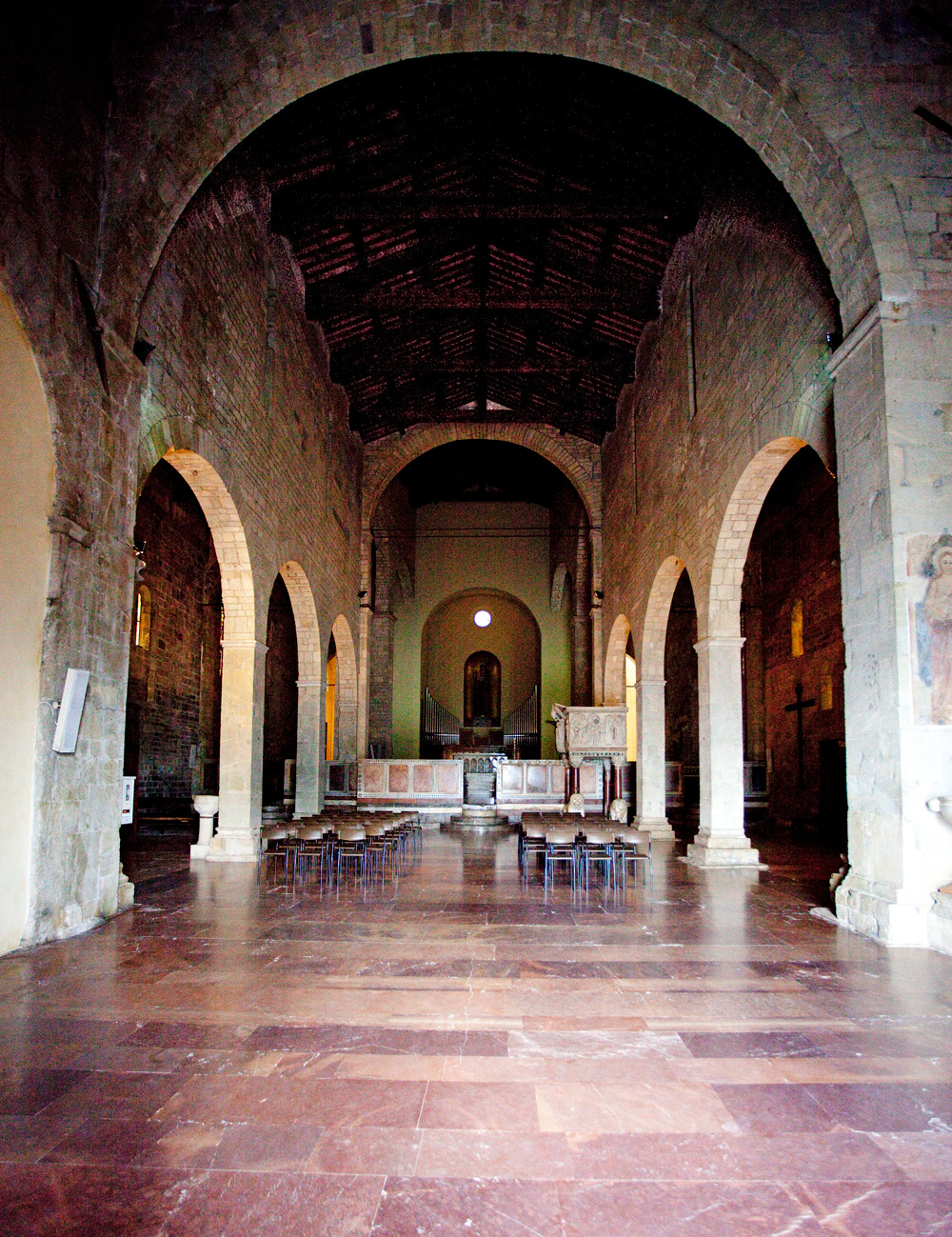
Interno

L'interno del duomo è a tre navate, una balaustra litica, formata da lastre di marmo rosso inquadrate da marmo bianco decorato, separa il presbiterio dalla zona riservata al popolo. Ad essa si appoggia senza soluzione di continuità il magnifico pulpito, anch'esso in marmo, opera dei maestri comacini ed attribuito alla scuola di Guido Bigarelli da Como (XIII secolo). Il pulpito è sorretto da quattro colonne, di queste le due anteriori poggiano su altrettanti leoni sovrastanti uno un drago l'altro un uomo. Le colonne posteriori poggiano l'una sul pavimento e l'altra sulla schiena di un vecchio curvo. 
Nell'abside, alle spalle dell'altare maggiore, entro una nicchia, è collocata la colossale statua lignea policroma di San Cristoforo, raffigurato ieratico e frontale, di unicità ed eccezionale importanza per le sue peculiari caratteristiche. La scultura, dal significato iconografico identitario anti-lucchese, mostra richiami alla scultura d'oltralpe e soprattutto a quella dell'Italia nord-occidentale ed è oggi comunemente datata alla seconda metà del XIII secolo.
Nella cappella del Santissimo Sacramento, a destra della navata centrale sopra l'altare è posta una pala in terracotta non invetriata proveniente dal chiostro di San Francesco e raffigurante la Vergine col Bambino tra i santi Sebastiano e Rocco databile, per la presenza dei due santi invocati contro la peste, subito dopo l'epidemia del 1528. L'autore è un plasticatore ancora anonimo forse proveniente dalla bottega dei Buglioni.
Alle pareti laterali si possono ammirare due robbiane: un tabernacolo eucaristico in terracotta invetriata, realizzato  da Andrea Della Robbia forse in collaborazione con Giovanni, è derivato nella composizione da quello fiorentino di San Lorenzo di Desiderio da Settignano. Una piccola pala con l'Adorazione di Gesù Bambino anch'essa realizzata dalla bottega di Andrea della Robbia all'inizio del Cinquecento, fu trasferita nel 1934 dalla chiesa di San Francesco. La mensola con un cherubino e le due cornucopie, prodotte dalla Manifattura Cantagalli di Firenze, furono aggiunte in quell'occasione
Nella cappella della Madonna, a sinistra della navata centrale, sopra un altare seicentesco si trova una piccola tavola trecentesca, ma di stile ancora bizantineggiante, che rappresenta la Madonna col Bambino detta del Molino, compatrona di Barga, dipinta secondo l’iconografia della Madonna Glykophilousa, in cui l'espressione di affetto si esprime con l'accostamento delle guance e con il gesto del Bambino che afferra il mento della madre. La tavola è incorniciata da un quadro del XVI secolo. 
Alla parete destra una Croce dipinta tardogotica, databile entro il primo quarto del XV secolo, compresa entro il catalogo del cosiddetto "Maestro di Barga", da alcuni identificato con il senese Simone di Francesco attestato a Lucca tra il 1409 e il 1420, da altri, più nemerosi studiosi, ipotizzato come un pittore di origine ligure influenzato dalla pittura emiliana (alla quale rimanda la sagoma mistilinea) a quella catalana, fino a quella toscana di Gherardo Starnina. E' stato notato anche come il dipinto sia inconcepibile senza il Polittico Trenta di Jacopo della Quercia, del 1422, nei panneggi aggraziati e sinuosi e nell’espressione patetica dei Dolenti, in particolare quella di san Giovanni, tanto da collocare l'opera nel terzo decennio del Quattrocento. 
Al termine della navata sinistra, presso l'ingresso, sono collocate due statue in marmo della fine del Seicento, raffiguranti San Bonaventura e San Ludovico. Le opere, forse provenienti dal convento di San Francesco in ragione dei santi francescani rappresentati, sono probabilmente state eseguite dalla bottega carrarese dei Lazzoni. 

### Organo a canne
A ridosso della parate fondale dell'abside, in posizione sopraelevata, si trova l'organo a canne Mascioni opus 1068 costruito nel 1984. Lo strumento è a trasmissione elettrica e possiede una consolle, che dispone di due tastiere di 61 note ciascuna e pedaliera concavo-radiale di 32 note. Il materiale fonico è alloggiato all'interno di un unico corpo con mostra composta da due ali di canne di principale.

## Galleria d'immagini

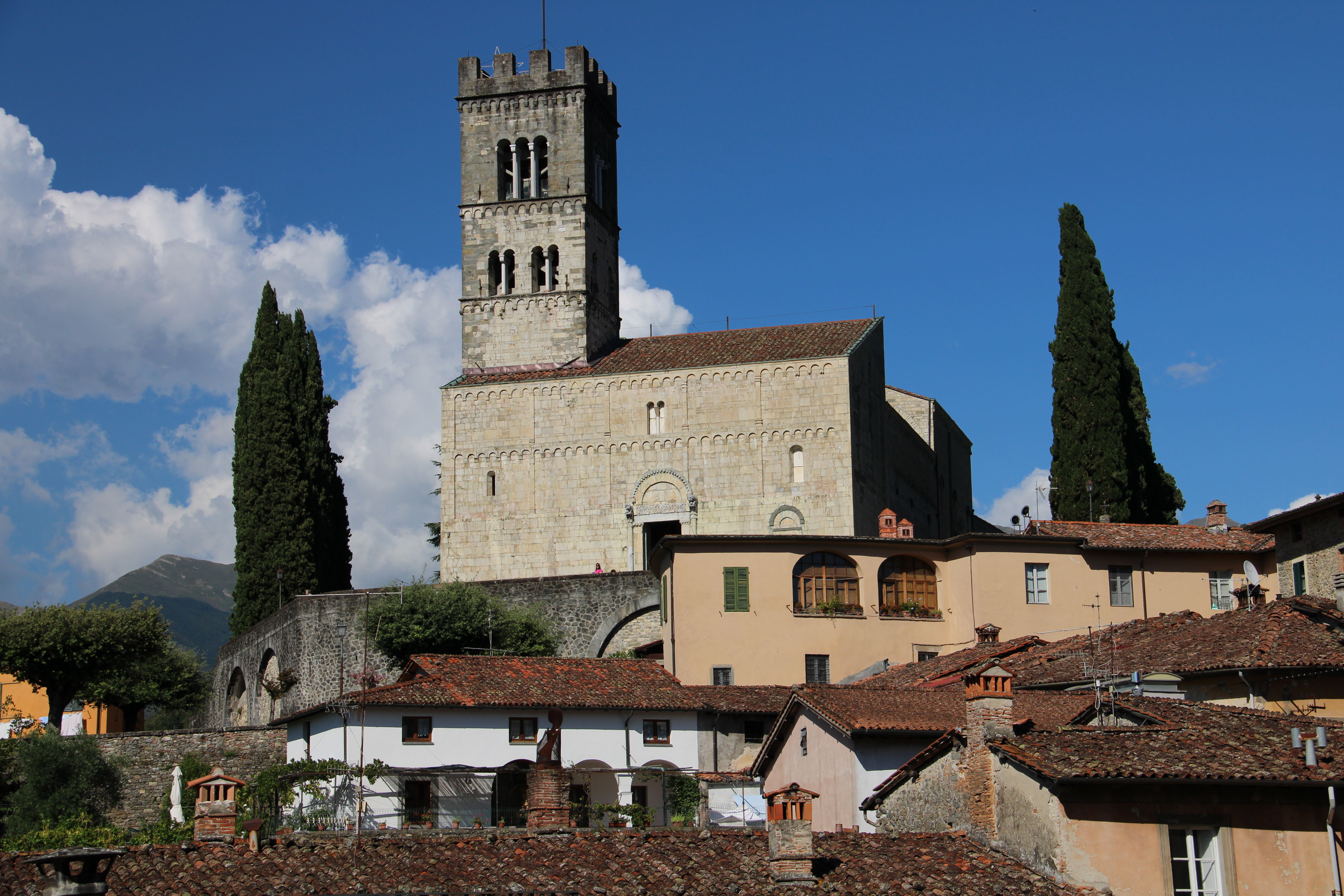
Veduta della collegiata di San Cristoforo
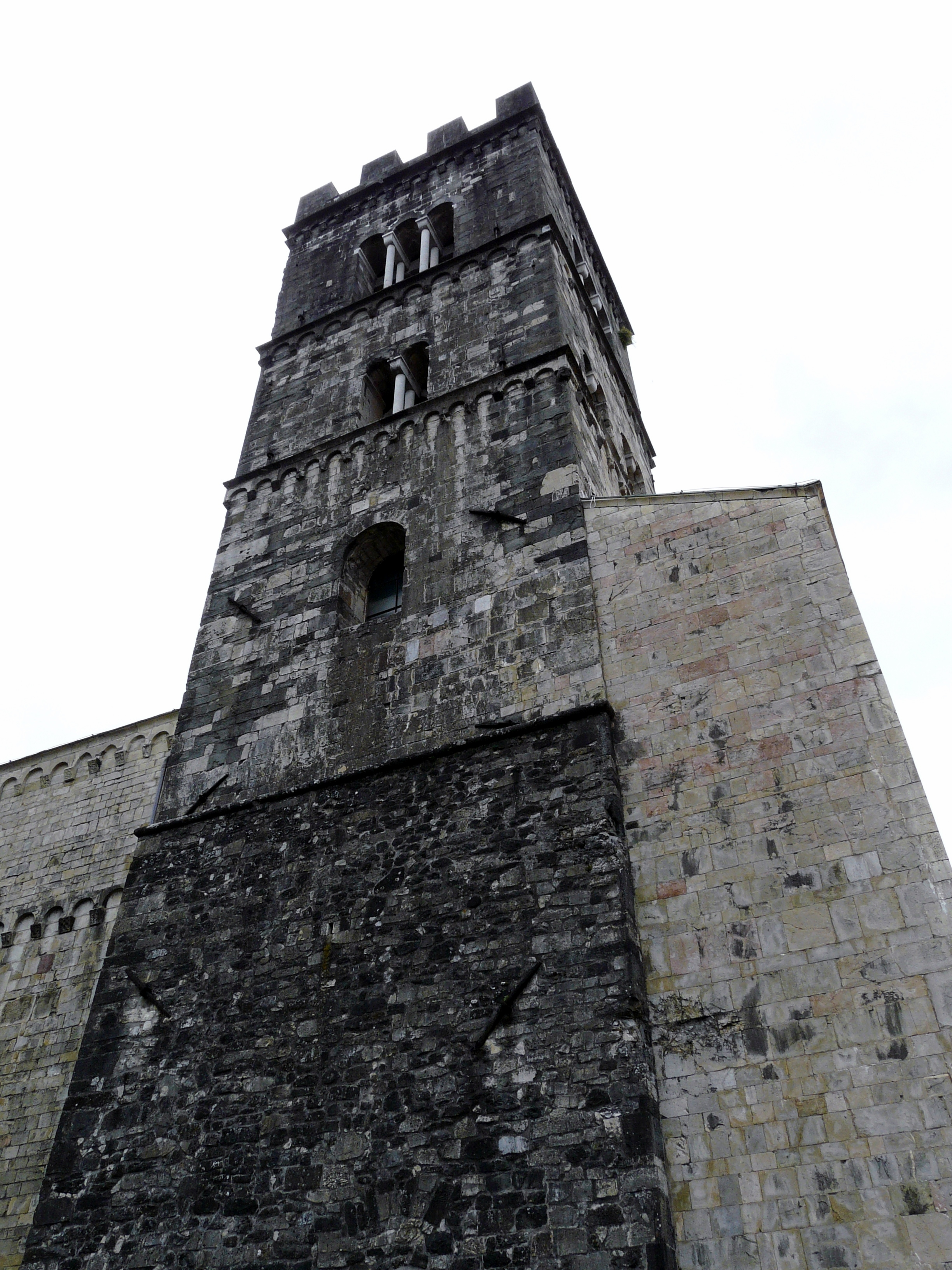
Il campanile
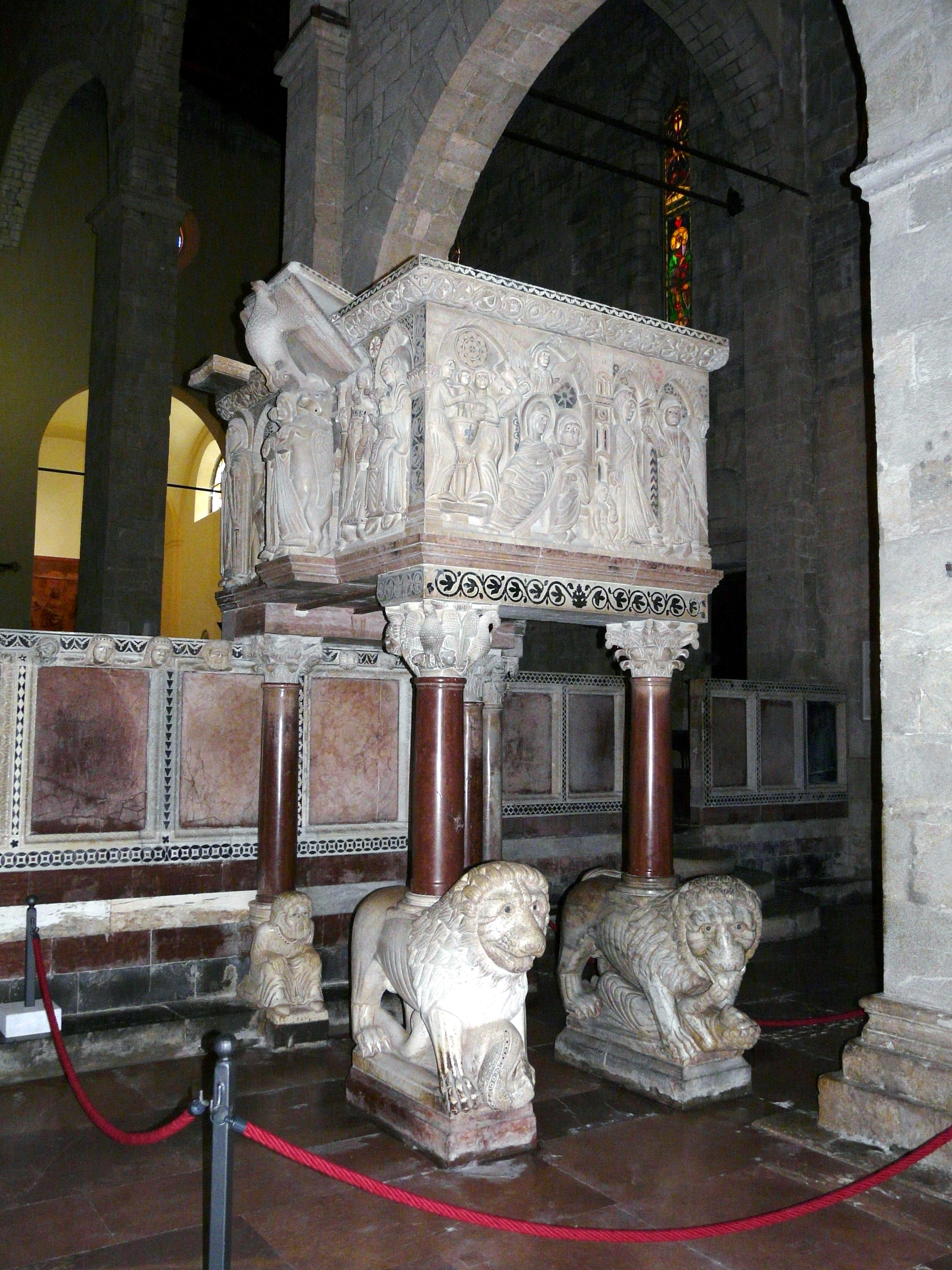
Il pulpito
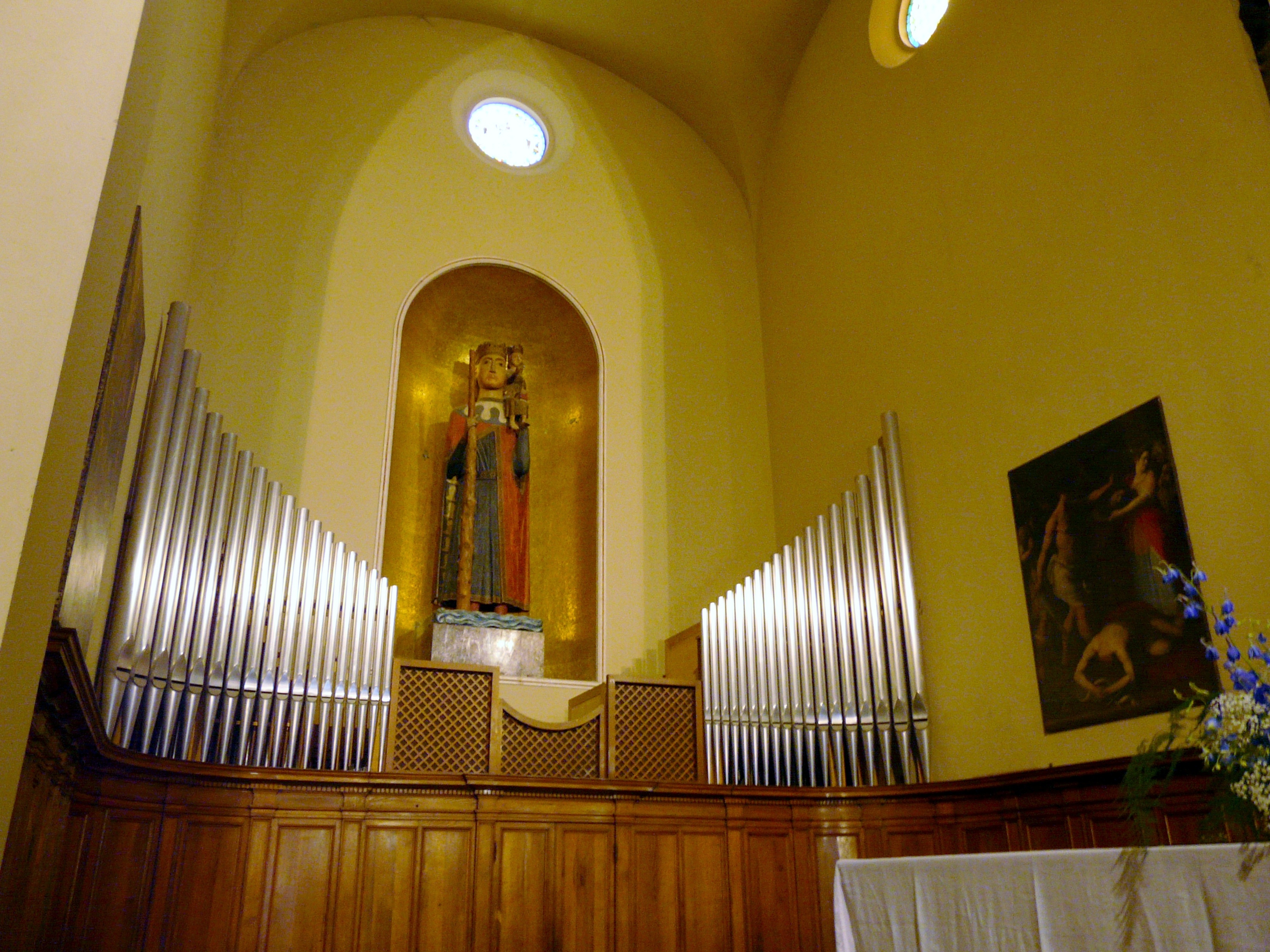
La statua di San Cristoforo e l'organo
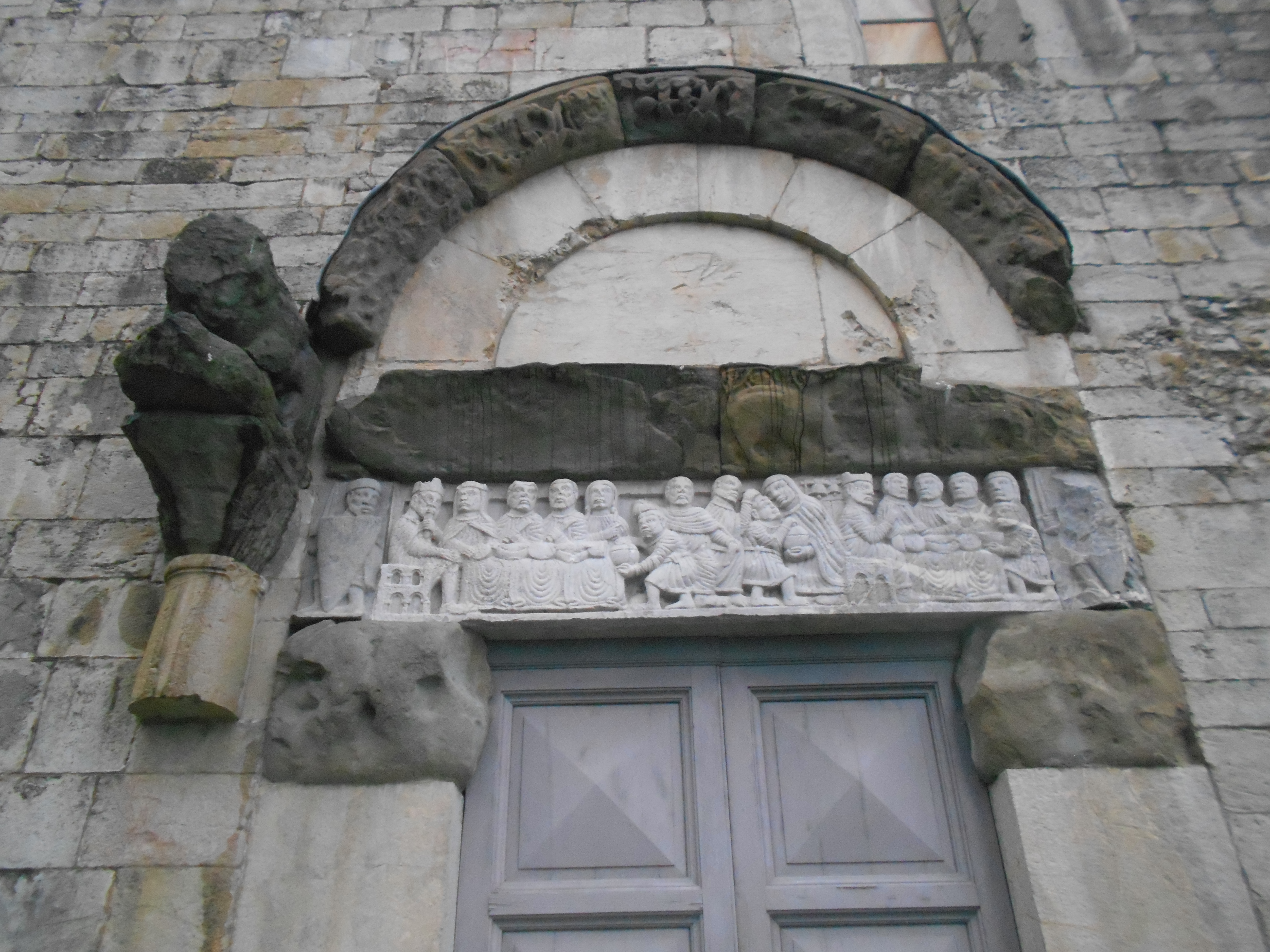
bassorilievo attribuito a Biduino sulla porta laterale